# Michael Marsh
Michael Lawrence Marsh (Los Ángeles, California, Estados Unidos; 4 de agosto de 1967) es un atleta estadounidense retirado especialista en pruebas de velocidad, campeón olímpico de los 200 metros en los Juegos de Barcelona 1992.

## Biografía
Comenzó a hacer atletismo en su época de instituto en la Hawthorne High School, y continuó en la Universidad de California (UCLA), donde se graduó en 1989. En esta época no llegó a conseguir ningún título nacional universitario. En 1988 fue 6.º en los 100 m de las pruebas de clasificación de su país para los Juegos Olímpicos de Seúl.
En 1991 fue parte del equipo estadounidense de relevos 4 x 100 m que batió el récord del mundo el 7 de agosto en la Reunión Weltklasse de Zúrich con 37,67 El cuarteto lo componían por este orden Mike Marsh, Leroy Burrell, Dennis Mitchell y Carl Lewis. Solo cuatro día antes este mismo equipo había igualado el récord mundial (en poder de Francia) en Montecarlo con 37,79
Pocas semanas más tarde Marsh participó en su primera competición internacional importante, los Campeonatos del Mundo de Tokio 1991, precisamente como parte del equipo de relevos 4 x 100 m, aunque solo corrió en las eliminatorias y no en la final, donde fue sustituido por Andre Cason. Estados Unidos ganó la medalla de oro y estableció otro récord mundial con 37,50
1992 sería el año más importante de su carrera deportiva. El 18 de abril logró en Walnut, California, bajar por primera vez de los 10 segundos en los 100 metros, con 9,93 que sería la mejor marca de su vida y la mejor del ranking mundial del año.
Sin embargo en las pruebas de clasificación para los Juegos Olímpicos de Barcelona celebradas en Nueva Orleans en el mes de mayo, no logró la clasificación en los 100 m, ya que solo fue 4.º y solo se clasificaban los tres primeros. Sí lo consiguió en cambio en los 200 m, donde fue 2.º tras Michael Johnson.
Johnson era el gran favorito para ganar el oro en los Juegos de Barcelona, pero una intoxicación alimentaria hizo que fuera eliminado en semifinales. Precisamente en las semifinales, Marsh sorprendió a todos realizando una sensacional marca de 19,73 que era la segunda mejor marca de todos los tiempos a solo una centésima del récord mundial del italiano Pietro Mennea.
Había muchas expectativas de que en la final que se iba disputar al día siguiente, Marsh pudiera por fin batir ese récord mundial, ya que parecía que en la semifinal no se había empleado al máximo, dejándose ir en los últimos metros. El récord no pudo ser, pero Marsh ganó la medalla de oro con 20,01 por delante del namibio Frank Fredericks (20,13) y del estadounidense Michael Bates (20,38).
Marsh ganó una segunda medalla de oro olímpica en la prueba de relevos 4 x 100 m, donde hizo la primera posta y Estados Unidos batió el récord mundial con 37,40 Los otros integrantes del cuarteto eran Leroy Burrell, Dennis Mitchell y Carl Lewis. Este récord aun permanece vigente.
En 1993 se proclamó campeón de Estados Unidos en los 200 m, que sería su único título nacional en esta prueba. Sin embargo decepcionó en los Campeonatos del Mundo de Stuttgart de ese año, al quedarse fuera del podio en los 200 m en 4.ª posición.
Pasó la temporada de 1994 prácticamente en blanco debido a las lesiones. En 1995 regresó con fuerza proclamándose campeón de Estados Unidos en los 100 m. Sin embargo decepcionó otra vez en los Campeonatos del Mundo de Gotemburgo donde solo fue 5.º con 10,10 Además el equipo de relevos 4 x 100 m del que era parte fue descalificado en las series debido a una mala entrega del testigo.
En 1996 logró su clasificación para los Juegos Olímpicos de Atlanta tanto en 100 como en 200 metros. Precisamente en las pruebas de clasificación para los Juegos hizo una marca de 19,88 en los 200 m, la segunda mejor de su vida deportiva.
Ya en los Juegos, en los 100 m se clasificó para la final y acabó 5.º como en los mundiales del año anterior, con 10,10 También estuvo en la final de los 200 m intentando defender su título olímpico de Barcelona '92 pero acabó 8.º y último en una carrera en la que su compatriota Michael Johnson batió el récord mundial con unos increíbles 19,32
Por último participó en la prueba de relevos 4 x 100 m, donde su país era el claro favorito. Sin embargo se vieron sorprendidos por el poderoso equipo canadiense, y los estadounidenses tuvieron que conformarse con la plata. El equipo lo formaban por este orden Jon Drummond, Tim Harden, Mike Marsh y Dennis Mitchell.
Su última gran competición fueron los Campeonatos del Mundo de Atenas 1997, donde fue 8.º en la final de 100 m
Se retiró del atletismo al finalizar esa temporada.

## Resultados
| Año  | Competición          | Lugar      | Puesto                                     | Marca             |
| ---- | -------------------- | ---------- | ------------------------------------------ | ----------------- |
| 1992 | Juegos Olímpicos     | Barcelona  | 1.º en 200 m 1.º en 4 x 100 m              | 20,01 37,40       |
| 1993 | Campeonato del Mundo | Stuttgart  | 4.º en 200 m                               | 20,18             |
| 1995 | Campeonato del Mundo | Gotemburgo | 5.º en 100 m                               | 10,10             |
| 1996 | Juegos Olímpicos     | Atlanta    | 5.º en 100 m 8.º en 200 m 2.º en 4 x 100 m | 10,00 20,48 38,05 |
| 1997 | Campeonato del Mundo | Atenas     | 8.º en 100 m                               | 10,29             |

## Marcas personales
- 100 metros - 9,93 (Walnut, 18 Abr 1992)
- 200 metros - 19,73 (Barcelona, 05 Ago 1992)
- 400 metros - 45,08 (Papendal, 12 Jul 1997)